# Inna twarz
Inna twarz – drugi album polskiej wokalistki Lidii Stanisławskiej, wydany w 2001 roku przez wytwórnię płytową Fonosfera. Album zawiera 13 premierowych kompozycji, a promował go utwór „Już nie ma dzikich plaż” wykonywany w duecie z Krzysztofem Cugowskim.

## Lista utworów
Opracowano na podstawie materiału źródłowego.
1. „Już nie ma dzikich plaż” (& Krzysztof Cugowski)
2. „Gdy umrę odpocznę”
3. „Zadymiony blues”
4. „Ulatuj”
5. „Dzika i szalona”
6. „Niech żyje kino”
7. „Pół i pół”
8. „Ocean”
9. „New image”
10. „Kuglarskie sztuczki”
11. „Cwał”
12. „Zagubieni”
13. „Zawsze możesz powrócić”